# NGC 3977
NGC 3977 est une vaste galaxie spirale située dans la constellation de la Grande Ourse. NGC 3977 a été découverte par l'astronome germano-britannique William Herschel en 1789. Cette galaxie a aussi été observée par l'astronome américain Lewis Swift le 16 avril 1885 et elle a été inscrite au catalogue NGC sous la désignation NGC 3980.

## Caractéristiques
La classe de luminosité de NGC 3977 est I-II et elle présente une large raie HI. Selon la base de données Simbad, NGC 3977 est une galaxie LINER, c'est-à-dire une galaxie dont le noyau présente un spectre d'émission caractérisé par de larges raies d'atomes faiblement ionisés.

### Distance
Sa vitesse par rapport au fond diffus cosmologique est de 5 975 ± 13 km/s, ce qui correspond à une distance de Hubble de 88,1 ± 6,2 Mpc (∼287 millions d'al). NGC 3977 a été découverte par l'astronome germano-britannique William Herschel en 1789.

### Brillance de surface
En raison d'une brillance de surface égale à 14,21 mag/am2, on peut qualifier NGC 3977 de galaxie à faible brillance de surface (LSB en anglais pour low surface brightness). Les galaxies LSB sont des galaxies diffuses (D) avec une brillance de surface inférieure de moins d'une magnitude à celle du ciel nocturne ambiant.

## Paire de galaxies
Selon Vaucouleurs et Corwin, NGC 3972 et NGC 3977 forment une paire de galaxies. C'est une erreur car NGC 3972 est à moins de 20 Mpc de la Voie lactée. Un alignement fortuit les place l'une à côté de l'autre sur la sphère céleste. Ces deux galaxies forment donc une paire purement optique et non une paire réelle.

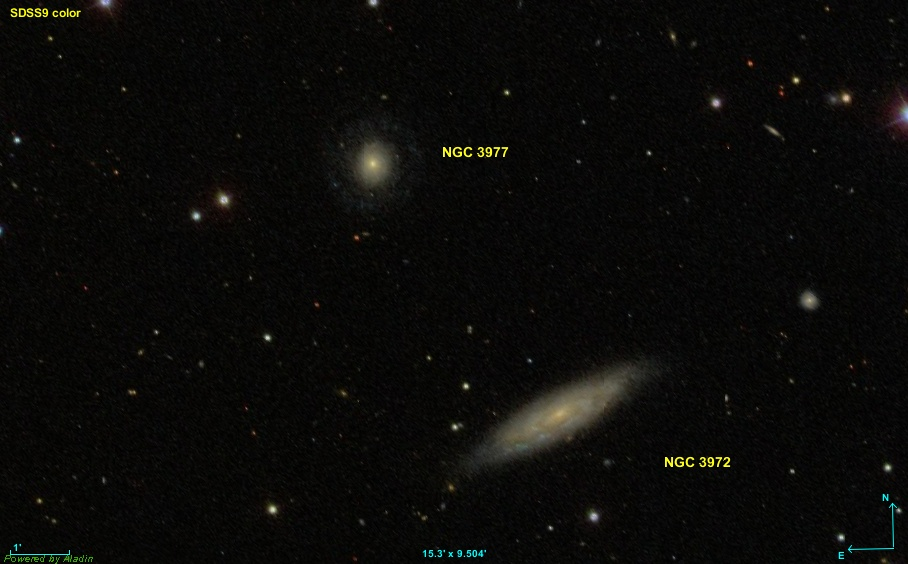
NGC 3972 et NGC 3977, une paire optique de galaxie.

## Supernova
Deux supernovas ont été découvertes dans NGC 3977 : SN 1946A et SN 2006gs.

### SN 1946A
La supernova SN 1946A a été découverte le 1er mai 1946 par Edwin Hubble. Le type de cette supernova n'a pas été déterminé.

### SN 2006gs
La supernova SN 2006gs a été découverte 22 septembre 2006 à Yamagata au Japon par l'astronome japonais Koichi Itagaki. Cette supernova était de type II.